# Texarkana (Texas)
Texarkana é uma cidade localizada no estado norte-americano do Texas, no Condado de Bowie.

## Geografia
De acordo com o Departamento do Censo dos Estados Unidos, a cidade tem uma área de 82,4 km², dos quais 81,2 km² estão cobertos por terra e 1,2 km² por água.

### Localidades na vizinhança
O diagrama seguinte representa as localidades num raio de 20 km ao redor de Texarkana.

## Demografia
Segundo o censo nacional de 2010, a sua população é de 36 411 habitantes e sua densidade populacional é de 448,1 hab/km².

## Marcos históricos
A relação a seguir lista as 13 entradas do Registro Nacional de Lugares Históricos em Texarkana. O primeiro marco foi designado em 25 de fevereiro de 1971 e os mais recentes em 21 de abril de 2021.
- Draughn-Moore House
- Earl-Rochelle House
- Hotel Grim
- Hotel McCartney
- Offenhauser Insurance Building
- Rialto Building
- Roseborough Lake Site
- Saenger Theater
- Texarkana National Bank
- Texarkana National Bank (Motor Bank and Parking Garage)
- Texarkana Phase Archeological District
- Tilson Mounds-Summerhill Lake Place (41BW14)
- Whitaker House